# Dracontomelon lenticulatum
Dracontomelon lenticulatum là một loài thực vật có hoa trong họ Đào lộn hột. Loài này được Wilk. mô tả khoa học đầu tiên năm 1967.